# Alfántega
Alfántega è un comune spagnolo di 115 abitanti situato nella comunità autonoma dell'Aragona.